# Battaglia di Arques
La battaglia di Arques ebbe luogo dal 15 al 29 settembre 1589 tra le truppe del re di Francia Enrico IV e quelle della Lega cattolica, guidate da Carlo di Guisa, duca di Mayenne.

## Contesto
A seguito del decesso di Enrico III di Francia, il re della Bassa Navarra, protestante, Enrico di Borbone fu chiamato a regnare con il nome di Enrico IV. Egli dichiarò subito di voler mantenere in Francia la  religione cattolica, apostolica e romana, tuttavia le grandi città francesi si schierarono con la Lega cattolica e il suo capo, Carlo di Lorena, duca di Mayenne e fratello cadetto del defunto Enrico di Guisa.
Il quel momento l'armata reale di Enrico IV non era che l'ombra di sé stessa. Enrico non poteva contare che su 20 000 uomini appena per conquistare un regno che lo respingeva. Per realizzare la sua conquista egli suddivise la sua armata sotto tre comandanti: il duca di Longueville, per la Piccardia, il maresciallo di Aumont, per la Champagne e sé stesso per la Normandia, ov'egli attendeva i rinforzi promessi dalla regina d'Inghilterra, Elisabetta I.
Il 6 agosto 1589 Enrico IV si accampò con i suoi 8 000 uomini a Dieppe.

## Preparativi prima della battaglia
Dalla parte degli oppositori si trovava Carlo di Mayenne, capo della Lega cattolica di Francia, che desiderava riprendere questo porto strategico di Normandia e soprattutto soppiantare Enrico IV. Egli aveva raccolto 35 000 uomini (oltre alle milizie del Cambrésis e della Lorena dell'allora marchese di Lorena), in vista di un assalto alla città.
Enrico IV, da uomo accorto, sapeva che un'offensiva di fronte a tale armata sarebbe stata vana e che rimanere in Dieppe sarebbe stato un suicidio. Dopo aver avvisato i duchi di Longueville e d'Aumont, si diresse verso la rocca di Arques e vi compì opere di terrazzamento e consolidò le fortificazioni. Resosi padrone del terreno, si preparò allo scontro frontale con il nemico.

## La battaglia
Tra il 15 e il 29 settembre 1589 le truppe della Lega, condotte da Carlo di Mayenne, lanciarono numerosi attacchi alla rocca di Arques e ai suoi dintorni, ma il loro slancio si trovò spezzato dall'artiglieria reale. Questi attacchi furono micidiali per entrambe le parti e la carenza di uomini da parte di Enrico IV si fece acutamente sentire.
La salvezza di Enrico giunse dal mare il 23 settembre 1589: 50 inglesi, poi 1 200 scozzesi e, infine, 4 000 soldati britannici inviati da Elisabetta I sbarcarono a ondate in meno di tre giorni per dar man forte al re di Francia. 500 archibugieri, al comando di François de Coligny, fecero pendere la bilancia a favore del re. Di fronte a tale situazione il duca di Mayenne preferì abbandonare il campo, lasciando vincitore, nonostante le gravi perdite, Enrico IV.